# Bébopen
 Bébopen è un comune del Ciad situata nel dipartimento di Mandoul Occidentale, provincia di Mandoul.